# The Nation of Domination
The Nation of Domination (afgekort als NOD) was een Afro-Amerikaanse professioneel worstelgroep die actief was in de World Wrestling Federation (WWF) van 1996 tot 1998. Faarooq Asaad was de oprichter en oorspronkelijke leider van de groep. Dwayne "The Rock" Johnson was 1 keer WWF Intercontinental Champion en D'Lo Brown werd 2 keer European Champion in de groep. The Nation of Domination betekende vanaf augustus 1997 voor Dwayne "The Rock" Johnson de definitieve doorbraak. 

## Geschiedenis in de World Wrestling Federation/WWF (1996-1998)

### Islamitische factie
'The Nation of Domination' werd begin 1996 gevormd in de United States Wrestling Alliance (USWA), maar werd algauw ingepast in de programmatie van de gerenommeerde World Wrestling Federation. Daar debuteerde The Nation of Domination in februari 1996. The Nation of Domination werd gesticht door de Afro-Amerikaanse worstelaar Ron Simmons (Faarooq Asaad). Faarooq werd destijds vergezeld door manager Clarence Mason, rappers J.C. Ice en Wolfie D en de drie acteurs Albert Armstrong, Charles Hines en Richard Beach. Deze drie acteurs zouden The Nation of Domination evenwel niet vertegenwoordigen in worstelwedstrijden. Zij waren immers geen geschoolde worstelaars.
De groepsleden droegen steevast provocerende kledij en islamitische hoofddeksels. De Afro-Amerikaanse revolutionaire beweging Black Panther was onomwonden van grote invloed op de zienswijze van The Nation of Domination. Het voornaamste thema was met name islamitisch extremisme en de groep was vooral gebaseerd op Nation of Islam. De groepsnaam ontleende men grotendeels aan deze islamitische organisatie. Voorts waren terugkerende elementen de "Nation Salute" en de boze tirades van leider Faarooq die veelal onthaald werden op boegeroep. Expliciete uitingen van extremisme vervaagden echter al na enkele maanden. Hierdoor kon The Nation of Domination geleidelijk op appreciatie rekenen. Controversiële thema's als racisme en moderne slavernij kwamen evenwel nog geregeld aan bod. 
Naast Faarooq waren Crush, D'Lo Brown en Savio Vega de eerste leden van The Nation of Domination die actief worstelden voor de groep. Zij werkten vaak samen in tag teamwedstrijden, zoals dit het geval was bij hun pay-per-view-debuut In Your House 13: Final Four tegen onder meer Bart Gunn en Goldust. Deze line-up bleef intact tot Faarooq de hele groep fictief de laan uitstuurde met uitzondering van D'Lo Brown, wat gebeurde nadat Faarooq zich in de steek gelaten voelde door de groep omtrent zijn verlies tegen The Undertaker tijdens King of the Ring 1997. 

### Hervorming en intrede "The Rock" Rocky Maivia
Faarooq beloofde nadien dat hij naar eigen zeggen een Bigger, Badder, Better and Blacker-versie van The Nation of Domination zou trachten over te brengen. Dit leidde tot de introductie van nieuwe Afro-Amerikaanse worstelaars als Charles Wright (Kama Mustafa) en Ahmed Johnson. Johnson zou later gedwongen worden de groep te verlaten vanwege een wezenlijke knieblessure. De blessure maakte geen deel uit van de verhaallijn, maar men vlocht wel een passende verhaallijn in om Johnsons vertrek te staven. Ahmed Johnsons legitieme blessure heeft veelbetekenende gevolgen gehad. Op 11 augustus 1997 werd hij namelijk vervangen door Rocky Maivia, op dat ogenblik het pseudoniem van Dwayne "The Rock" Johnson. Die zou later uitgroeien tot een van de meest gewichtige professioneel worstelaars uit de geschiedenis. Er ontsponnen bekende vetes met teams als The Legion of Doom en het beruchte DX (Shawn Michaels, Hunter Hearst Helmsley en Joanie 'Chyna' Laurer). Controversiële thema's als racisme en discriminatie stonden centraal. Een op handen zijnde strijd tegen The Hart Foundation leek zich in het najaar van 1997 te gaan afspelen, maar dit ging uiteindelijk niet door vanwege de notoire Montreal Screwjob. 
In maart 1998, kort na WrestleMania XIV, maakte The Rock eigenhandig een einde aan het leiderschap van Faarooq, waarna de groep het woorddeel "of Domination" plots wegliet en een militante houding aannam. In realiteit stapte Faarooq uit The Nation of Domination omdat hij zich wilde toeleggen op een nieuw avontuur naast John Layfield. De vertolker van Faarooq, Ron Simmons, richtte met Layfield later Acolytes Protection Agency op en won in de WWF verschillende keren het World Tag Team Championship. The Nation of Domination kreeg een agressievere look. De invloed van The Rock manifesteerde zich door de hele factie heen, waarbij leden van The Nation nu hippe personages neerzetten. De meest opvallende transformatie was die van Charles Wright. Wright veranderde van de robuuste Kama Mustafa in de pooier The Godfather. D'Lo Browns ietwat leeghoofdige personage werd eveneens overboord gegooid. Brown werd vanaf dan geaffilieerd met een hipster. Men zou tevens het themalied zodanig bijwerken teneinde het zou evolueren tot het themalied dat The Rock jarenlang gebruikte.

### Komst van Owen Hart en verval
Na de Montreal Screwjob bleef het lange tijd stil rond Owen Hart. Hart was realiter misnoegd omwille van de manier waarop zijn broer Bret uit de federatie werd verbannen, maar bleef trouw aan de WWF. Nadien was Owen Hart maar zelden te zien geweest in achtenswaardige verhaallijnen. The Rock besloot hem in de lente van 1998 op te nemen in The Nation. Volgens de verhaallijn werd Owen Hart aan The Nation toegevoegd omdat die het beu was om steeds aanzien te worden als de nice guy (de brave jongen), zoals Hart het zelf verwoordde. In werkelijkheid wilde Hart graag eens de rol van heel, oftewel slechterik, op zich nemen. Hart en The Rock benoemden zich samen de absolute leiders van The Nation, met onder hen de voor het eerst optredende Mark Henry, D'Lo Brown en Charles Wright. The Nation ging uit elkaar in oktober 1998, nadat The Rock en de andere leden niet langer op dezelfde golflengte zaten. Eerder was Hart al uit de groep gestapt. Mark Henry en D'Lo Brown gingen nog even door als tag team, maar dit was geen onverdeeld succes. Uiteindelijk trokken Henry en Brown in november 1998 definitief de stekker uit The Nation.

## Leden

### USWA
- PG-13 (JC Ice & Wolfie D)
- Kareem Olajuwon
- Sir Mohammad
- Akeem Mohammad
- Elijah
- Shaquille Ali
- Randy X

### WWF
- Faarooq (18 november 1996 - 30 maart 1998)
- Clarence Mason (18 november 1996 - 9 juni 1997)
- JC Ice (18 november 1996 - 30 maart 1997)
- Wolfie D (18 november 1996 - 30 maart 1997)
- Crush (13 januari 1997 - 9 juni 1997)
- D'Lo Brown (13 januari 1997 - 28 november 1998)
- Savio Vega (8 februari 1997 - 9 juni 1997)
- Kama Mustafa / The Godfather (16 juni 1997 - 18 oktober 1998)
- Ahmed Johnson (22 juni 1997 - 4 augustus 1997)
- Rocky Maivia / The Rock (11 augustus 1997 - 12 oktober 1998)
- Mark Henry (12 januari 1998 - 28 november 1998)
- Owen Hart (27 april 1998 - 28 september 1998)

## Kampioenschappen en prestaties
- World Wrestling Federation
  - WWF Intercontinental Championship (1 keer) - The Rock
  - WWF European Championship (2 keer) - D'Lo Brown